# Mostičenje
Mostičenje je način cepljenja, pri katerem povežemo zgornji in spodnji dela lubja in s tem omogočimo vnovični pretok organskih snovi iz listov v korenine. Uporablja se kadar zajec, miš ali kakšen drugi dejavnik poškoduje lubje in posledično floemsko tkivo. Vez oz. most navadno naredimo iz cepiča ali iz izrastka, ki raste blizu debla. Drevesa, cepljena na ta način, so navadno jablane, hruške, češnje in orehi.

## Predpriprava na cepljenje
Drevesa, ki imajo delno ali povsem uničeno lubje, je potrebno čim prej zaščititi s cepilno smolo, da preprečimo izsuševanje, ki bi negativno vplivalo na celjenje rane.

### Nabiranje cepičev - mostov
Cepiče moramo nabirati v času zimskega mirovanja. Stari morajo biti eno leto. Shranjujemo jih v plastični nepredušno zaprti vrečki v hladilniku. Debeli morajo biti za debelino svinčnika. Cepiči morajo biti enake sorte ali sorte, ki je kompatibilna z njo.

### Pripomočki za cepljenje
•predhodno nabrani cepiči
•cepilna smola, ki preprečuje izsuševanje
•oster nož za izoblikovanje cepičev, oblikovanje rane in izdelavo zarez
•žebljičke dolge približno 2,5 cm
•kratek košček lesa, ki nam pomaga izoblikovati cepič v obliko loka

### Čas cepljenja
Najprimernejši čas cepljenja je spomladi, po solzenju očes, ko se lubje enostavno olupi ali odmakne. V tem času je manjša možnost, da se cepič posuši. V poletnem času je možno vstaviti nove cepiče, ki nadomestijo tiste, ki se niso prijeli. 

## Cepljenje
Ohlapno in posušeno lubje je potrebno odrezati iz drevesa. Poškodovan del je potrebno tako obdelati, da ima gladek rob. Ni potrebno, da je pravokoten na drevo, ampak lahko ima rahlo ukrivljen rob, da sledi poteku rane. Na vrhu poškodovanega mesta zarežemo dve zarezi dolgi približno štiri centimetre in v razmaku debeline cepiča. Odstranimo približno ¾ lubja in pustimo majhen privesek. Enako ponovimo na spodnji strani. Cepič naj bo malo daljši od rane, da bomo lahko izoblikovali lok. Na koncu naredimo gladko zarezo dolgo približno 3 cm, na nasprotni strani pa kratek, poševen rez. Ponovimo tudi na drugem koncu in pazimo da sta zarezi enko usmerjeni na obeh koncih. Večjo ploskev na cepiču položimo v narejeno zarezo in jo potisnemo pod privesek. Po potrebi pod cepič vstavimo košček lesa, da se izoblikuje lok. Enako storimo tudi v drugi zarezi. Paziti je potrebno, da je cepič obrnjen s popki navzgor zaradi prevodnosti tkiv. Narobe postavljeni cepiči se ne bodo prijeli. Cepiče pritrdimo z žebljički, ki so zelo tanki, saj debelejši razcepijo cepič in je zato neuporaben. Ko so cepiči pritrjeni lahko odstranimo košček lesa.